# Scheibendolch
Der Scheibendolch ist eine europäische Dolchform, die vom 14. bis 16. Jahrhundert auftritt. Er fand weite Verbreitung unter der damaligen Bevölkerung: Vom Händler bis zum Ritter war er in jeder Gesellschaftsschicht anzutreffen.

## Beschreibung

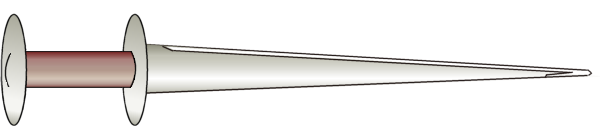
Die Grundgestalt eines Scheibendolches

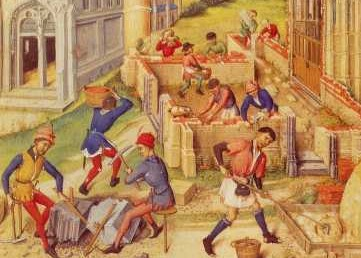
Händler, die Scheibendolche tragen (Nichtgeschnittene Variante)

Zwischen Griff und Klinge befand sich eine tellerförmige Scheibe, die als Parierelement diente. Gleichzeitig diente sie als Auflage für die Hand, um beim Stich mehr Druck ausüben zu können. Häufig befand sich eine weitere Scheibe am Knauf. Die Klinge wurde aus Stahl gefertigt. Der ganze Dolch konnte bis zu 50 cm lang sein.
Die Klingenformen variierten stark; so gab es sowohl einschneidige (die keine eigentlichen Dolche darstellen) als auch zweischneidige Stücke. Auch dünne Panzerstecherklingen waren sehr gebräuchlich, weil man mit ihnen zwischen den Platten der Panzerung des 15. und 16. Jahrhunderts, vor allem durch das Visier, durchstechen konnte. Der Scheibendolch war sehr beliebt bei der Aristokratie und diente meist einem militärischen Zweck. Es gibt jedoch auch viele Hinweise darauf, dass der Scheibendolch von Bürgern und niederen Standesangehörigen getragen wurde. Er war eine beliebte Nahkampfwaffe, die zusammen mit einem Faustschild im Zweikampf benutzt wurde. Der Scheibendolch war nicht geeignet, einen Plattenharnisch zu durchschlagen, wohl aber die Gelenke einer Ritterrüstung. Letzteres war oft die einzige Möglichkeit, einen stark gepanzerten Ritter im Zweikampf zu töten. 
Der Scheibendolch war eine der beliebtesten Dolchformen des Spätmittelalters. Er entstand im 14. Jahrhundert aus dem Ritterdolch des 12. und 13. Jahrhunderts als Folge der Entwicklung des Plattenpanzers. Bis ins 15. Jahrhundert war er die gebräuchlichste Seitenwaffe für Ritter, z. B. wurde er 1415 in der Schlacht von Azincourt eingesetzt. Der Dolch war die Ersatzwaffe eines Ritters im Nahkampf und als solche eine seiner letzten Verteidigungsmöglichkeiten. Im 15. Jahrhundert wurde die Waffe auch unter der aufkommenden Mittelklasse populär. Ihr Verbreitungsgebiet erstreckte sich von England über Skandinavien, Mittel- und Westeuropa bis nach Spanien. Der Scheibendolch ist außerdem die bevorzugte Dolchform in den Darstellungen der Fechtmanuskripte des 15. und 16. Jahrhunderts.